# Musée d'Art sacré du Monêtier-les-Bains
Le musée d'art sacré du Monêtier-les-Bains est un musée d'art sacré.

## Description
Ouvert en 1997, le musée de la chapelle Saint-Pierre de Monêtier-les-Bains abrite une collection d'art sacré dans les Hautes-Alpes. Il se situe dans l'ancienne chapelle des pénitents du bourg du Monêtier-les-Bains et accueille des œuvres et éléments religieux des 30 chapelles et églises de cette commune. Le musée illustre l'art religieux du briançonnais. Il est à noter que la visite de ce musée est gratuite.

## Œuvres présentées
Ce patrimoine religieux est constitué de pièces du XVe siècle pour les plus anciennes, au XVIIe siècle :
- Statues polychromes ou dorées ;
- Peintures ;
- Orfèvrerie ;
- Ornements liturgiques ;
- Tapisserie, notamment d'Aubusson.

## En savoir plus